# Omnibusverkehr Franken

Logo DB Frankenbus

Älteres Logo der OVF

Die Omnibusverkehr Franken GmbH (DB OVF) ist ein Regionalbusunternehmen mit Sitz in Nürnberg. Es bedient einen großen Teil des Regionalbusverkehrs Frankens und den Landkreis Neumarkt in der Oberpfalz.

## Geschichte
Das Unternehmen wurde am 8. August 1988 als hundertprozentiges Tochterunternehmen der Deutschen Bundesbahn gegründet. Es konnte als Rechtsnachfolger des Direktionsbereichs Bahnbus Nürnberg der Deutschen Bundesbahn die bestehenden Verträge und Konzessionen übernehmen. Am 1. Oktober 1988 begann die OVF mit dem Betrieb als Dienstleister des öffentlichen Personennahverkehrs (ÖPNV).

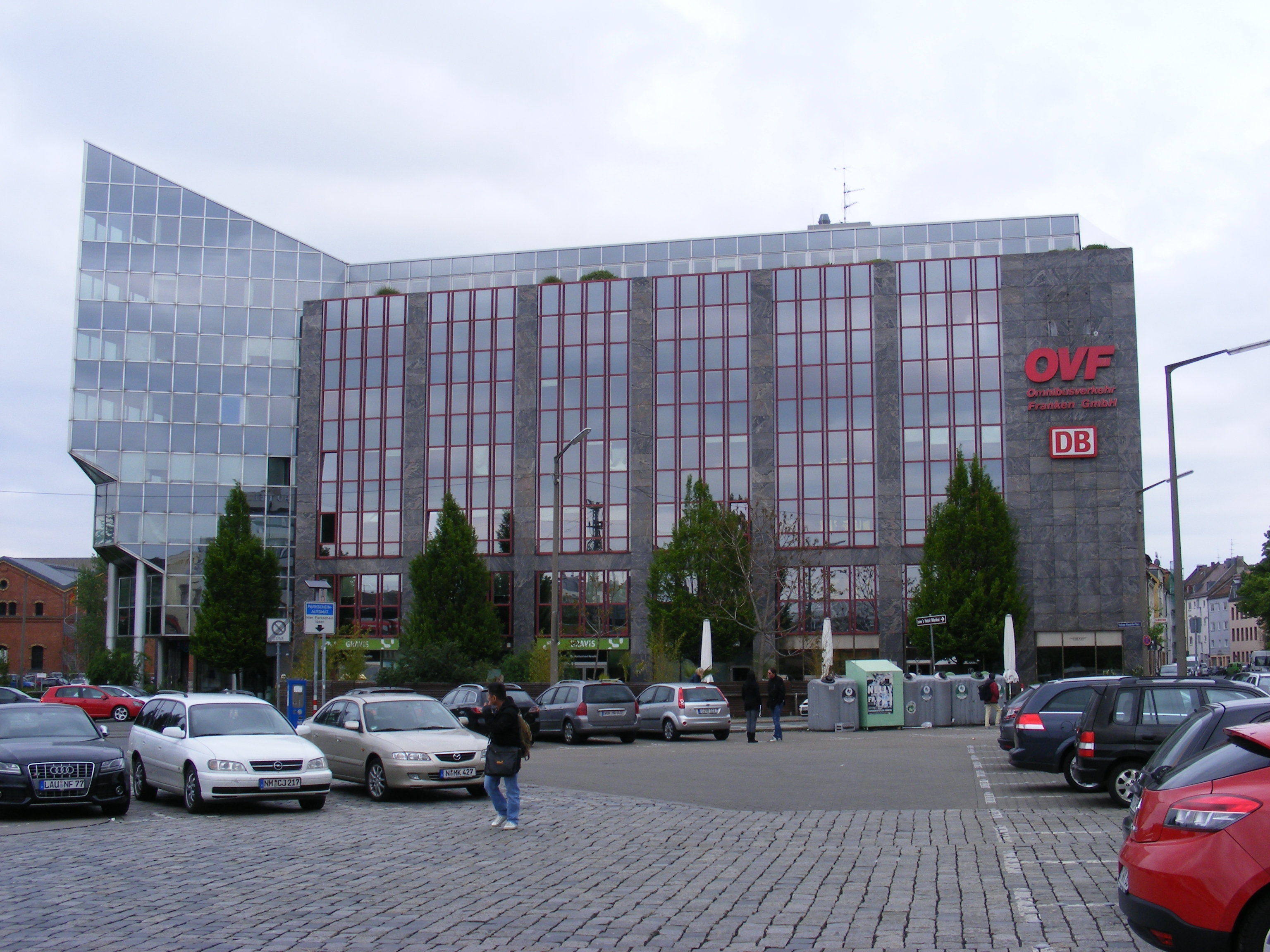
Ehemaliges Verwaltungsgebäude von DB Frankenbus am Nürnberger Nelson-Mandela-Platz

Vor dem 8. August 1988 wurde der Überlandbusverkehr großenteils durch die damalige Deutsche Bundespost und Deutsche Bundesbahn durchgeführt. Deshalb hört man heute in einigen Regionen die Namen Postbus und Bahnbus noch recht häufig. Innerhalb des DB-Konzerns gehört DB Frankenbus zum Geschäftsfeld DB Regio Bus.

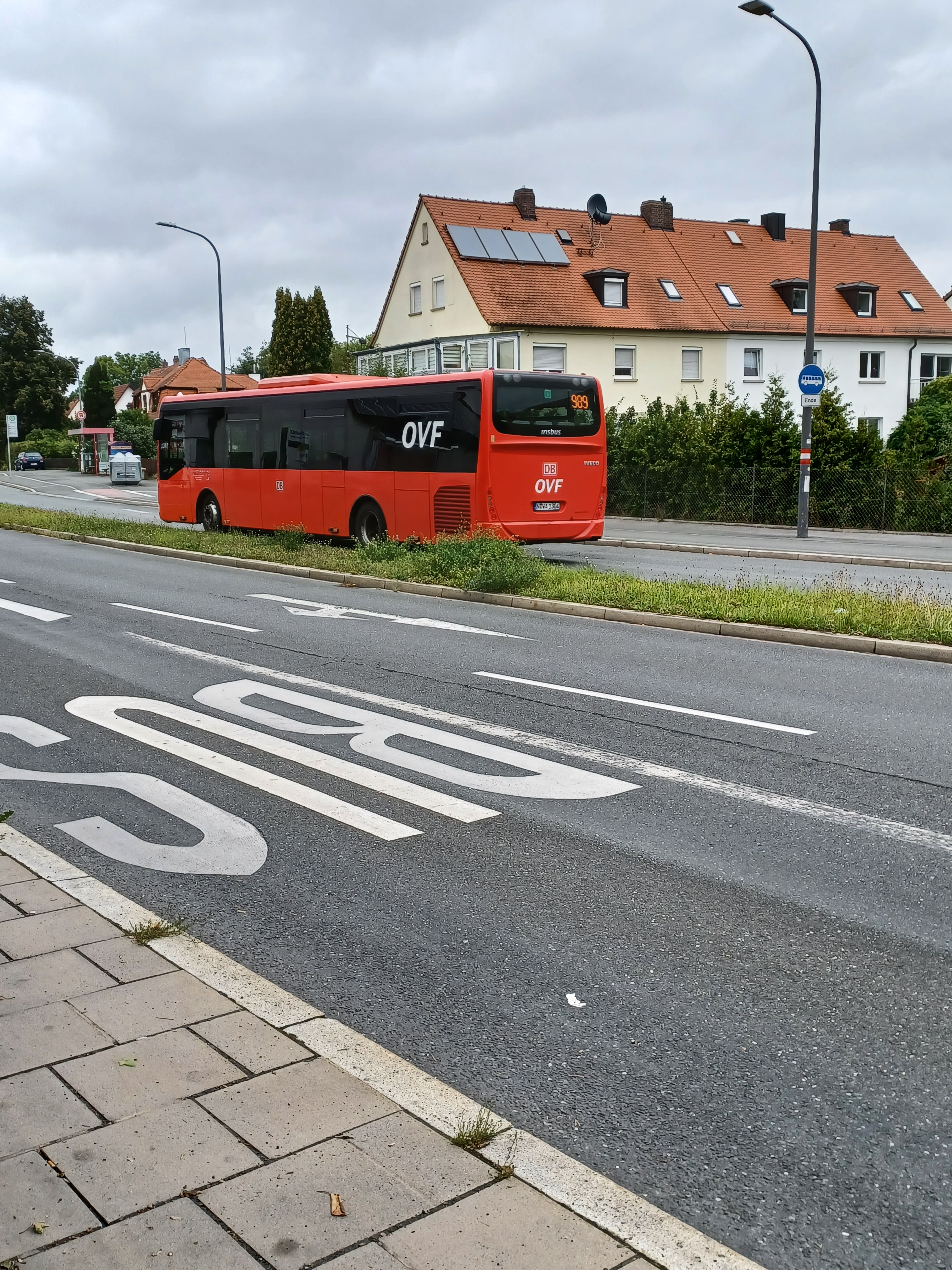
N-WA 1304 im Juni 2021 in Bamberg mit der aktuellen „OVF“-Beschriftung (Nähe Klinikum/Am Bruderwald)

Von 2008 bis 2019 trat die OVF unter dem Angebotsnamen DB Frankenbus auf. Seitdem werden die Beklebungen von DB Frankenbus zu OVF geändert und das Unternehmen fährt unter dem Namen OVF die Linien ab, beschriftet ihre Fahrpläne und sonstige Informationen damit.

## Struktur
- Zentrale in Ingolstadt
- Niederlassung Mittelfranken, Sitz Nürnberg-Langwasser
- Niederlassung Oberfranken, Sitz Coburg
  - Verkaufsbüro Coburg
  - Einsatzstellen in Coburg, Seßlach, Sonnefeld, Lichtenfels, Bamberg, Kronach, Kulmbach, Helmbrechts, Bayreuth und Fichtelberg
- Niederlassung Unterfranken, Sitz Gemünden am Main
  - Verkaufsbüro Bad Neustadt an der Saale

### Stützpunkte
- Bad Neustadt an der Saale
- Bad Kissingen
- Burgsinn
- Coburg (Betriebshof, gemeinsam mit SÜC)
- Gemünden (Betriebshof)
- Gerolzhofen
- Hofheim
- Jossa
- Kitzingen
- Kronach
- Lichtenfels
- Lohr
- Nürnberg-Langwasser (Betriebshof)
- Ochsenfurt
- Retzstadt
- Schweinfurt (Depot)
- Wenkheim
- Wertheim
- Würzburg (Depot)

## Linienverzeichnis

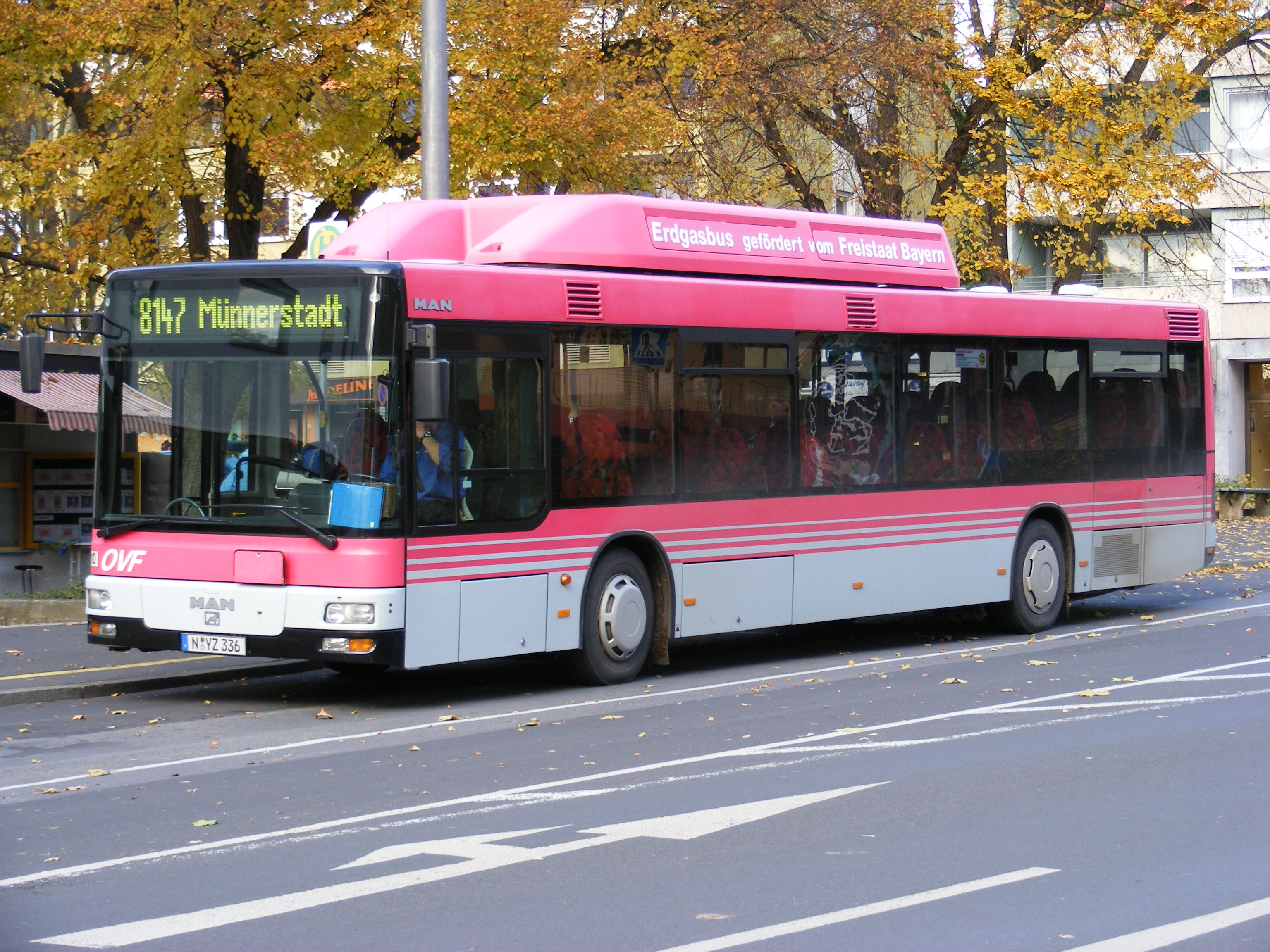
MAN-Erdgasbus im alten OVF-Design in Bad Kissingen

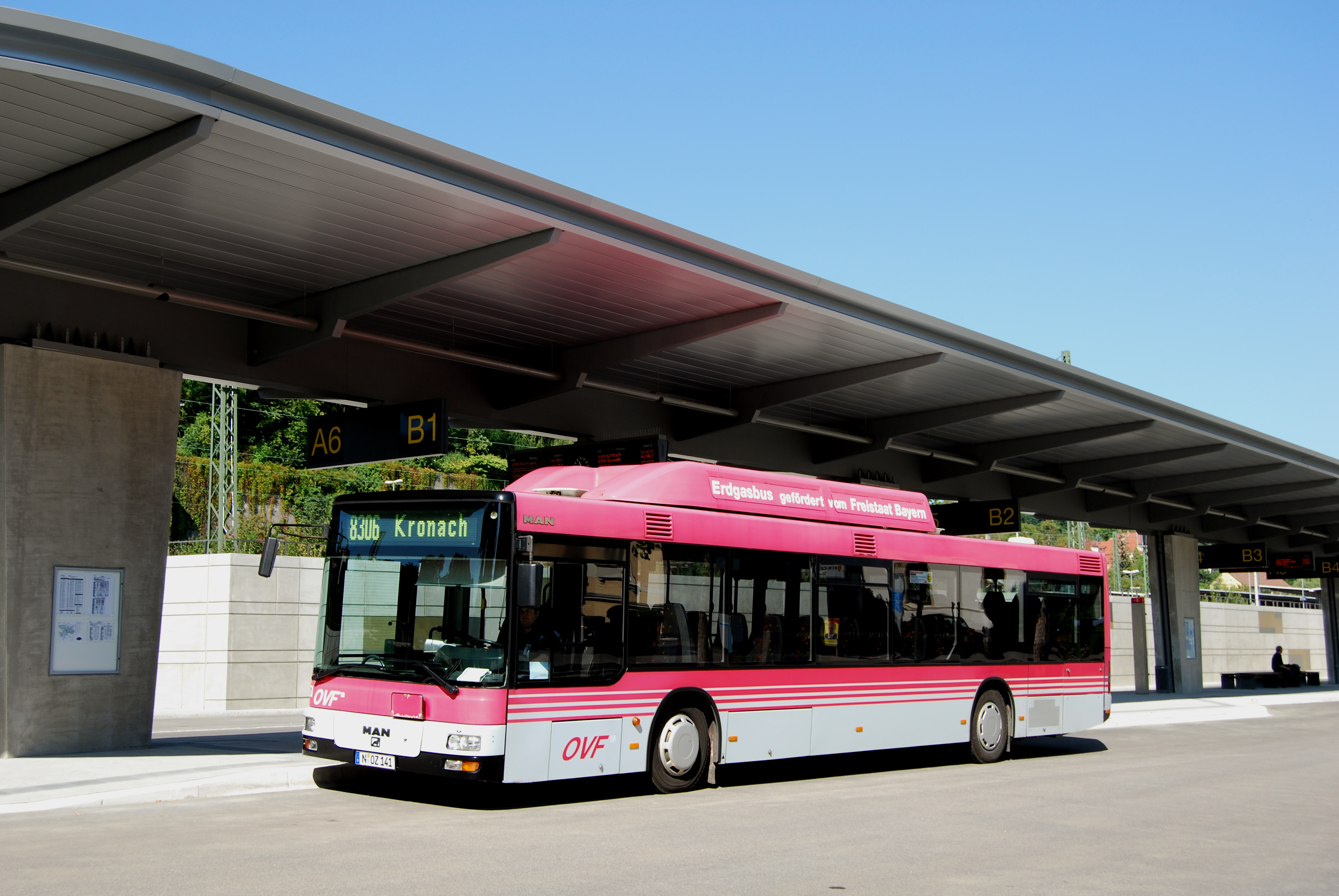
MAN-Erdgasbus im alten OVF-Design am Coburger ZOB

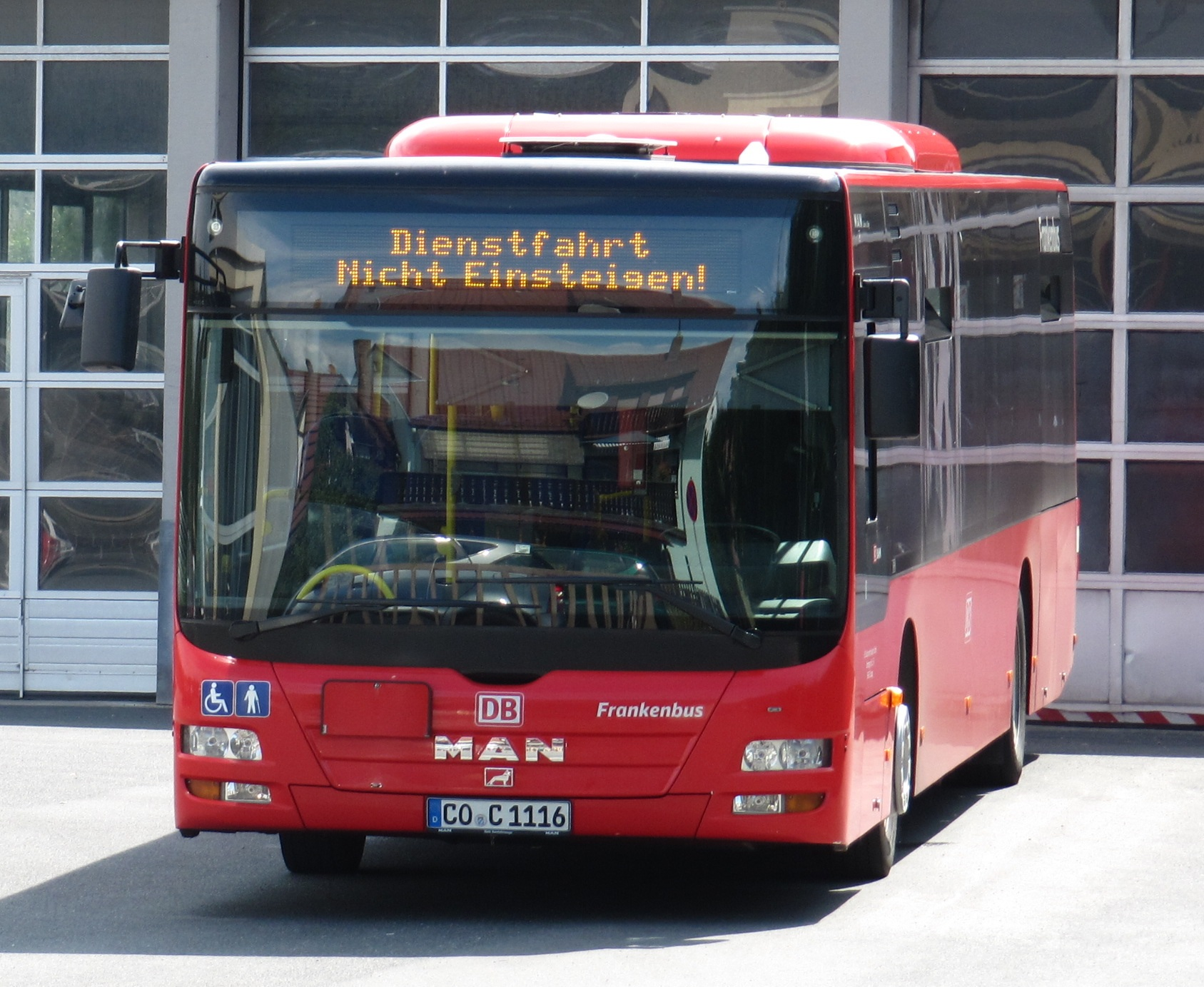
MAN Lion's City als Frankenbus in Coburg, 2013

Folgende Linien werden angeboten, teilweise nur werktags oder an Schultagen, teilweise als vorzubestellende Rufbus- oder Anruf-Sammel-Taxi-Fahrten (AST):
001 0Citybus Kronach
002 0Kronach – Weißenbrunn – Kronach
003 0Kronach – Neuses – Küps – Schmölz – Kronach
008 0Kronach – Steinberg – Wilhelmsthal – Tschirn – Teuschnitz
009 0Bad Steben – Nordhalben – Steinwiesen/Wallenfels – Marktrodach – Kronach
011 0Würzburg – Veitshöchheim
019 0Würzburg – Veitshöchheim – Güntersleben

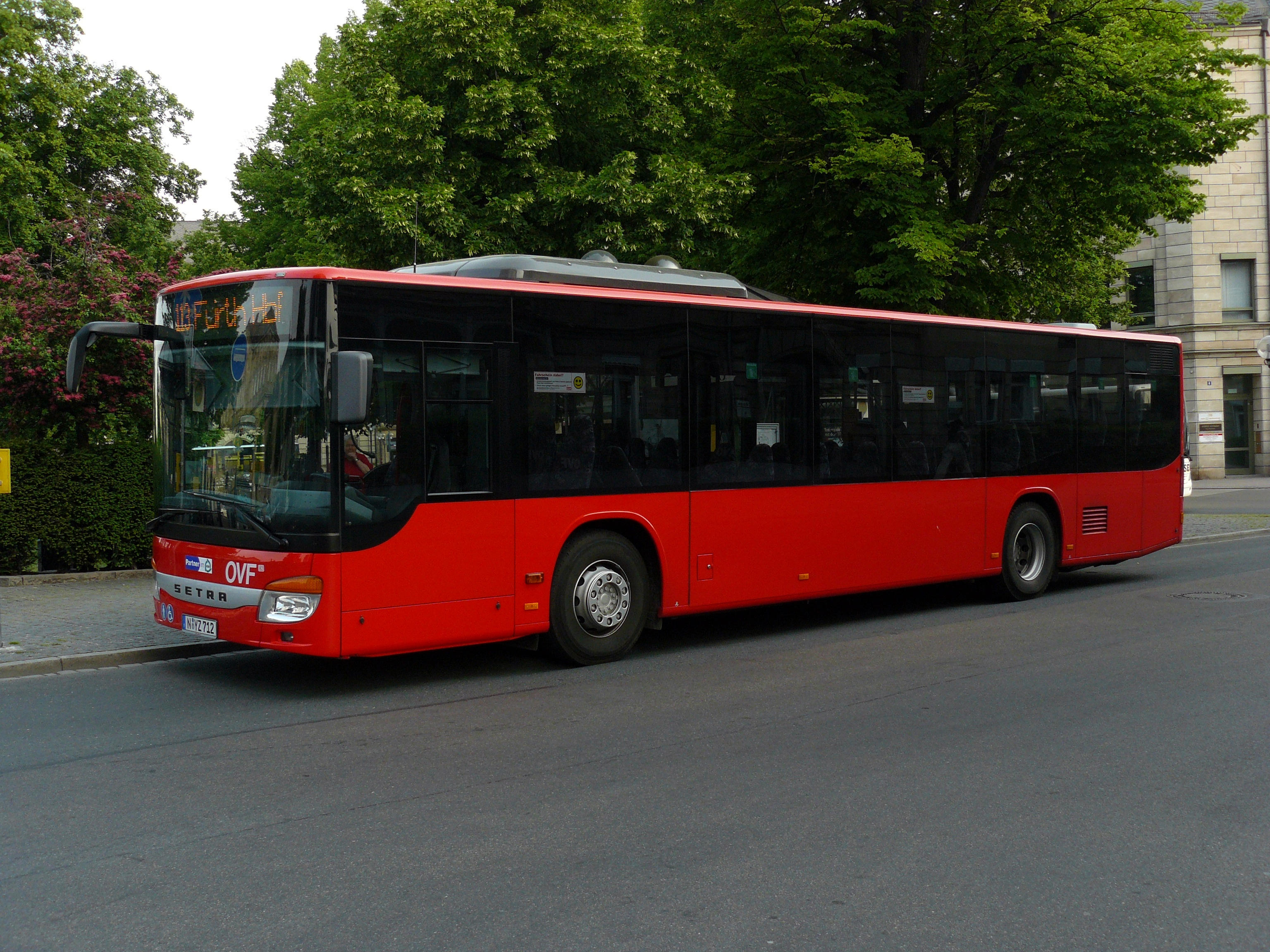
OVF-Bus von Setra in Fürth

111 0Fürth – Zirndorf – Cadolzburg
127 0Neustadt (Aisch) – Uehlfeld – Höchstadt (Aisch)
129 0Dietenhofen – Trautskirchen – Neustadt (Aisch)
131 0Oberdachstetten – Obernzenn – Adelsdorf (Mittelfranken)
141 0Markt Bibart – Scheinfeld – Sugenheim – Neustadt (Aisch)
144 0Scheinfeld – Burghaslach
145 0Neustadt (Aisch) – Schlüsselfeld
146 0Neustadt (Aisch) – Münchsteinach
167 0Scheinfeld – Oberscheinfeld – Geiselwind
201 0Neundorf – Herzogenaurach – Erlangen
203 0Erlangen – Höchstadt (Aisch) (Aisch-Express)
203E Erlangen – Höchstadt (Aisch) (Aisch-Express über A3)
204 0Herzogenaurach – Höchstadt (Aisch)
205 0Erlangen – Höchstadt (Aisch)
207 0Höchstadt (Aisch) – Schlüsselfeld – Aschbach
209 0Erlangen – Neunkirchen a. Br. – Eckental (im Auftrag von Schmetterling-Reisen)
210 0Erlangen – Uttenreuth – Kalchreuth – Heroldsberg (im Auftrag von Schmetterling-Reisen)
211 0Neunkirchen a. Br. – Ermreuth (im Auftrag von Schmetterling-Reisen)
213 0Kirchröttenbach – Forth – Eckental – Eckenhaid – Eschenau (im Auftrag von Schmetterling-Reisen)
225 0Neunkirchen a. Brand – Hetzles – Rosenbach – Weiher (im Auftrag von Schmetterling-Reisen)
230 0Ebermannstadt – Heiligenstadt – Aufseß – Hollfeld
241 0Herzogenaurach – Oberreichenbach – Rezelsdorf
261 0Stadtverkehr Forchheim: Forchheim Nord – Paradeplatz – ZOB – Lichteneiche
262 0Stadtverkehr Forchheim: Forchheim Süd – ZOB – Reuth
263 0Stadtverkehr Forchheim: Forchheim – Buckenhofen
264 0Stadtverkehr Forchheim: Mayer-Franken-Straße – Klinikum – ZOB – Pinzberg
281 0Stadtverkehr Erlangen: Hugenottenplatz – Frauenaurach – Kriegenbrunn – Hüttendorf (im Auftrag der ESTW)
283 0Stadtverkehr Erlangen: Hugenottenplatz – Dechsendorfer Weiher (im Auftrag der ESTW)
311 0Würzburg – Reichenberg
312 0Würzburg – Reichenberg – Moos – Albertshausen
328 0Bayreuth – Bindlach – Bayreuth (Ortsverkehr)
329 0Bayreuth – Goldkronach – Bad Berneck Busbahnhof – Bischofsgrün – Fichtelberg (– Unterlind)
330 0Bayreuth – Bindlach/Goldkronach – Bad Berneck (Hofer Str./Markt)
335 0Hersbruck – Engelthal – Offenhausen – Kucha – Klingenhof
338 0Hersbruck – Kirchensittenbach – Hohenstein
340 0Nürnberg – Rückersdorf – Lauf (Pegnitz) – Schnaittach – Ittling
367 0Bayreuth – Bindlach – Bad Berneck – Gefrees
369 0Weidenberg – Warmensteinach – Fichtelberg/Mehlmeisel – Bischofsgrün (Bayreuth – Weidenberg RB 34)
371 0Bayreuth – Creußen – Vorbach – Oberbibrach
372 0Bayreuth – Gesees – Pettendorf/Haag – Lindenhardt – Trockau
373 0Bayreuth – Eckersdorf – Oberwaiz
375 0Bayreuth – Pettendorf/Eckersdorf – Glashütten/Obernsees (– Waischenfeld)
376 0Bayreuth – Eckersdorf/Pettendorf – Obernsees – Plankenfels/Schönfeld – Hollfeld
380 0Stadtverkehr Pegnitz
385 0Pegnitz – Thurndorf – Creußen (Oberfr)
386 0Pegnitz – Plech – Betzenstein
387 0Pegnitz – Creußen – Bayreuth
388 0Pegnitz – Trockau – Körzendorf
391 0Pegnitz – Gößweinstein
392 0Pegnitz – Elbersberg
393 0Pegnitz – Pottenstein – Gößweinstein
396 0Bayreuth – Eckersdorf – Glashütten – Waischenfeld – Gößweinstein
397 0Bayreuth – Creez – Pottenstein – Gößweinstein
400 0Coburg – Ebersdorf – Sonnefeld – Weidhausen – Mitwitz – Kronach (Gemeinschaftslinie mit Martin Regionalbus GmbH)
421 0Würzburg – Giebelstadt – Bütthard – Gaurettersheim
422 0Würzburg – Giebelstadt – Gelchsheim
423 0Kirchheim – Giebelstadt – Darstadt – Ochsenfurt
424 0Tauberrettersheim – Röttingen – Giebelstadt
425 0Schülerverkehr Ochsenfurt
426 0Erlach – Frickenhausen – Ochsenfurt
427 0Tückelhausen – Ochsenfurt
428 0Baldersheim – Aub – Ochsenfurt
450 0Pegnitz – Auerbach (Oberpf) – Mosenberg
505 0Neumarkt (Oberpf.) – Postbauer-Heng – Pyrbaum – Allersberg
506 0Neumarkt (Oberpf.) – Postbauer-Heng – Pyrbaum
512 0Neumarkt (Oberpf.) – Berg – Altdorf
513 0Neumarkt (Oberpf.) – Deining – Velburg
514 0Neumarkt (Oberpf.) – Rocksdorf / Sondersfeld – Freystadt
515 0Neumarkt (Oberpf.) – Berching – Beilngries – Dietfurt
516 0Neumarkt (Oberpf.) – Berngau – Freystadt – Allersberg
518 0Neumarkt (Oberpf.) – Berg – Dippersricht
520 0Neumarkt (Oberpf.) – Berching – Beilngries – Dietfurt
524 0Beilngries – Töging – Dietfurt – Wildenstein / Muttenhofen
528 0Berching – Holnstein – Breitenbrunn – Wildenstein
532 0Parsberg – Schöndorf – Langenthonhausen – Wildenstein
534 0Parsberg – Daßwang – Dürn – Premerzhofen
535 0Parsberg – Darshofen – Wissing
541 0Parsberg – Velburg – Kirchenwinn
542 0Parsberg – Darshofen – Lengenfeld – Albertshofen
543 0Parsberg – Lupburg – See – Lupburg – Parsberg
544 0Parsberg – Lupburg – Markstetten / Brunn
545 0Parsberg – See – Hemau – Painten
547 0Parsberg – Breitenbrunn – Dietfurt
548 0Parsberg – Hörmannsdorf – Hohenfels
588 0Waldkirchen – Seubersdorf – Neumarkt (Oberpf)
601 0Wendelstein – Röthenbach – Allersberg
602 0Nürnberg – Wendelstein – Sorg – Kleinschwarzenlohe (Gemeinschaftslinie, Bedienung durch DB Regio Bus Bayern GmbH)
603 0Nürnberg – Röthenbach – Wendelstein – Raubersried (Gemeinschaftslinie, Bedienung durch DB Regio Bus Bayern GmbH)
604 0Roth / Allersberg – Schwand – Wendelstein – Röthenbach
606 0Schwabach – Kleinschwarzenlohe – Wendelstein – Röthenbach – Sperberslohe
610 0Nürnberg – Röthenbach – Wendelstein – Kleinschwarzenlohe – Nürnberg (Gemeinschaftslinie, Bedienung durch DB Regio Bus Bayern GmbH)
616 0Weißenburg – Nennslingen – Thalmannsfeld – Raitenbuch
621 0Gunzenhausen – Pfofeld – Absberg – Spalt
651 0Nürnberg – Herpersdorf – Kornburg – Schwand
675 0Walpersdorf – Rednitzhembach – Igelsdorf
676 0Wendelstein – Schwanstetten – Rednitzhembach – Schwabach
677 0Schwabach – Schwanstetten (teilweise als Rufbus bzw. AST, dann Voranmeldung erforderlich)
678 0Schwabach – Wendelstein – Feucht
705 0Ansbach – Lehrberg – Oberdachstetten – Burgbernheim
706 0Schulverband Lehrberg
707 0Ansbach – Rügland – Unternbibert
708 0Wicklesgreuth – Lichtenau – Wolframs-Eschenbach – Triesdorf
711 0Ansbach – Lichtenau – Neuendettelsau – Heilsbronn
712 0Merkendorf – Windsbach – Heilsbronn
719 0Großhabersdorf – Heilsbronn – Neuendettelsau
801.1 Gunzenhausen – Dittenheim – Treuchtlingen
801.2 Schulverband Markt Berolzheim – Dittenheim
803 0Ansbach – Herrieden – Bechhofen
805 0Ansbach – Feuchtwangen – Dinkelsbühl
807 0Rothenburg ob der Tauber – Schillingsfürst – Dombühl
813 0Dombühl – Feuchtwangen – Dinkelsbühl
814 0Schnellbuslinie: Rothenburg ob der Tauber – Dinkelsbühl
817 0Rothenburg ob der Tauber – Schnelldorf – Feuchtwangen
818 0Rothenburg ob der Tauber – Schnelldorf – Breitenau
821 0Feuchtwangen – Wieseth – Bechhofen
823 0Feuchtwangen – Dentlein am Forst – Dürrwangen – Burk
825 0Dinkelsbühl – Wittelshofen – Wassertrüdingen
826 0Schulverband Wassertrüdingen
827.2 Schulverband Langfurth
827.3 Schulverband Ehingen
829 0Gunzenhausen – Wassertrüdingen
832 0Uffenheim – Steinach – Ottenhofen
952 0Knetzgau – Eltmann – Bamberg
953 0Oberhaid – Gerach – Rattelsdorf – Scheßlitz
957 0Itzgrund – Bamberg
962 0Baunach – Medlitz – Zapfendorf – Scheßlitz
963 0Bamberg – Scheßlitz (– Würgau)
969 0Bamberg – Scheßlitz – Hollfeld (Anschluss 376 Bayreuth möglich)
975 0Bamberg – Ebermannstadt – Heiligenstadt – Aufseß – Hollfeld
976 0Bamberg – Tiefenellern – Hollfeld
980 0Bamberg – Buttenheim – Tiefenhöchstadt
992 0Buchfeld – Schlüsselfeld – Ebrach
3628 Ortsverkehr Neuendettelsau
8001 Nessi 1: Bünd – Bahnhof – Gartenstadt
8002 Nessi 2: Rhön-Klinikum – Bahnhof – Marktplatz
8003 Nessi 3: Am Bersbach – Bahnhof – Brendlorenzen
8008 Stadtverkehr Bad Königshofen i. Gr.
8009 Sulzdorf a.d.L. – Bad Königshofen i. Gr. (teilweise Rufbus, Anmeldung erforderlich)
8009/8169 Gesamtfahrplan: Sulzdorf a.d.L. – Bad Königshofen i. Gr. (teilweise Rufbus, Anmeldung erforderlich)
8011 Eichenhausen – Bad Neustadt (Saale)
8012 Kreuzbergbus
8045 Lohr (Main) – Frammersbach – Heigenbrücken
8046 Lohr (Main) – Rothenbuch
8049 Gemünden (Main) – Ruppertshütten – Neuendorf – Lohr
8050 Lohr (Main) – Marktheidenfeld
8051 Marktheidenfeld – Wertheim
8052 Stadtverkehr Marktheidenfeld
8053 Stadtverkehr Gemünden (Main)
8054 Bad Brückenau – Motten – Fulda
8055 Gemünden (Main) – Burgsinn – Aura (Sinngr) – Jossa
8056 Jossa – Bad Brückenau
8057 Bad Brückenau – Wildflecken – Bad Neustadt (Saale)
8058 Schondra – Oberleichtersbach – Bad Brückenau
8059 Roßbach – Bad Brückenau
8060 Gemünden (Main) – Karlstadt (Main)
8061 Kitzingen – Marktbreit – Gnötzheim
8063 Gemünden (Main) – Hofstetten / Harrbach
8065 Karlstadt (Main) – Würzburg
8066 Stadtverkehr Bad Brückenau
8067 Karlstadt – Lohr (Main)
8068 Würzburg – Karlstadt
8069 Marktheidenfeld – Röttbach
8070 Würzburg – Wertheim – Miltenberg (VVM-Tarif-Linie 54 = Würzburg–Holzkirchen–Wüstenzell, VRN-Linie 977 = Würzburg – Freudenberg)
8071 Schollbrunn – Dorfprozelten – Kreuzwertheim – Marktheidenfeld
8072 Schollbrunn – Kreuzwertheim – Wertheim
8074 Straßlücke – Bestenheid
8078 Würzburg – Uettingen – Marktheidenfeld
8088 Rothenburg o.d.T. – Creglingen – Weikersheim (Verkehrsgesellschaft Main-Tauber-mbH VGN-Tarif Rothenburg–Tauberzell VGN-Linie 819)
8093 Zellingen – Billingshausen – Marktheidenfeld
8094 Marienbrunn – Marktheidenfeld
8096 Lohr – Steinfeld – Ansbach – Lohr
8099 Arnstein – Karlstadt
8101 Würzburg – Rottendorf – Kitzingen
8105 Würzburg Hbf – Kürnach – Volkach
8107 Kitzingen – Hüttenheim – Iphofen (– Scheinfeld)
8108 Würzburg – Dettelbach Bf – Nordheim
8110 Kitzingen – Dettelbach/Schwarzach – Volkach
8112 Kitzingen – Marktbreit – Ochsenfurt – Nenzenheim – Bullenheim
8113 Bad Kissingen – Bad Brückenau
8116 Oberpleichfeld – Dettelbach
8120 Wasserberndorf – Geiselwind – Ebrach
8131 Mainschleifenshuttle: Wipfeld – Sommerach – Kolitzheim – Volkach – Wipfeld
8134 Schweinfurt – Werneck – Schwebenried/Arnstein
8135 Schweinfurt – Wipfeld – Dipbach
8136 Schweinfurt – Rannungen
8141 Bad Kissingen – Oberthulba – Hammelburg
8142 Bad Neustadt (Saale) – Burkardroth – Bad Kissingen
8143 Aschach – Bad Bocklet – Münnerstadt
8147 Bad Kissingen – Seubrigshausen
8151 Maßbach – Bad Kissingen
8152 Bad Neustadt (Saale) – Salz – Strahlungen / Münnerstadt
8154 Gemünden – Heßdorf – Seifriedsburg – Weyersfeld
8156 Schweinfurt – Haßfurt – Eltmann
8162 Bad Neustadt (Saale) – Bad Kissingen – Würzburg
8163 Würzburg – Volkach (Main) – Ebrach
8164 Hammelburg – Obereschenbach – Gauaschach – Wasserlosen
8165 Hammelburg / Oberthulba – Schweinfurt
8166 Hammelburg – Völkersleier – Hammelburg
8167 Hammelburg – Euerdorf – Bad Kissingen
8169 Hofheim i. Ufr. – Sulzdorf a.d.L. – Bad Königshofen i. Gr.
8170 Schweinfurt – Stadtlauringen – Bad Königshofen i. Gr.
8171 Althausen – Maßbach – Schweinfurt
8173 Sulzfeld – Bad Neustadt (Saale)
8175 Sternverkehr Zeil
8177 Kirchlauter – Ebelsbach – Eltmann
8178 Schindelsee – Neuschleichach – Haßfurt
8180 Rauhenebrach – Oberaurach – Eltmann – Haßfurt
8189 Wirmsthal – Oehrberg – Bad Kissingen
8190 Waldfenster – Bad Kissingen
8197 Gemünden(M) – Weickersgüben
8230 „Bäderlandbus“
8287 Volkach – Wiesentheid
8288 Sulzfeld – Kitzingen
8289 Mainsondheim – Kitzingen
8290 Krautheim – Volkach – Münsterschwarzach
8301 Coburg – Weitramsdorf – Tambach – Seßlach
8301.1 Rufbus: Dietersdorf – Autenhausen – Seßlach
8304 Bad Königshofen i. Gr. – Bad Neustadt (Saale)
8307 Sonnefeld – Großgarnstadt – Coburg
8308 Sonnefeld – Mitwitz – Neustadt (Coburg)
8309 Weidhausen – Sonnefeld – Neustadt (Coburg)
8309R Neustadt (Coburg) – Weidhausen
8310 Rödental – Neustadt (Coburg)
8312 Coburg – Neustadt (Coburg) – Sonneberg
8315 Coburg – Lange Berge – Bad Rodach
8315 R1 Rufbus Bad Rodach
8315 R2 Rufbus Meeder
8318 Unterlauter – Tiefenlauter – Rottenbach
8319 Coburg – Meschenbach/Stöppach – Untersiemau – Lichtenfels/Itzgrund
8319.1 Rufbus: Großheirath – Itzgrund
8319.2 Rufbus Untersiemau
8324 Gefrees – Streitau – Stammbach – Münchberg
8340 Kronach – Wallenfels – Nordhalben – Bad Steben
8344 Kulmbach – Küps – Kronach
8346 Neuhaus – Tettau – Schauberg
8349 Steinbach a. Wald – Hirschfeld – Pressig
8350 Cottenau – Wirsberg – Neuenmarkt
8351 Kulmbach – Kupferberg / Guttenberg – Marktleugast – Helmbrechts
8352 Kulmbach – Stadtsteinach – Presseck – Bad Steben
8353 Kulmbach – Helmbrechts – Münchberg
8355 Kronach – Marktrodach – Untersteinach – Kulmbach
8356 Helmbrechts – Marktleugast – Münchberg
8357 Marienweiher – Stadtsteinach – Wirsberg – Gefrees
8358 Kulmbach – Neuenmarkt/Wirsberg – Himmelkron – Bad Berneck (– Bischofsgrün)
8359 Münchberg – Ahornberg – Helmbrechts – Naila
8360 Konradsreuth – Münchberg – Schlegel – Reuthlas – Helmbrechts
8406 Gundlitz – Helmbrechts
8408 Schnabelwaid./Zips – Hohenmirsberg – Trockau/Lindenhardt
8409 Regenthal – Elbersberg – Pegnitz
8415 Pottenstein – Behringersmühle – Waischenfeld – Obernsees Therme („Anruf-Thermenbus“)
8434 Kulmbach – Neuenreuth
8435 Kulmbach – Kasendorf/Döllnitz – Thurnau – Alladorf/Wonsees – Hollfeld
366/8326 Bayreuth – Bad Berneck – Himmelkron – Neuenmarkt
368/8943 Bayreuth – Bad Berneck – Gefrees – Münchberg – Hof (Saale)
378.1/8354 Bayreuth – Altenplos – Neudrossenfeld – Kulmbach
378.2/8354 Bayreuth – Altenplos – Neudrossenfeld – Neuenreuth – Thurnau (– Kulmbach)
0421A 0Würzburg – Giebelstadt
8103A 0Stadtverkehr Kitzingen

### Nachtverkehr im VGN

Nachtbussymbol im Verkehrsverbund Großraum Nürnberg

Im Verkehrsverbund Großraum Nürnberg (VGN) gibt ein Nachtbusangebot, wobei die OVF mit diesen Linien beteiligt ist:
0N7 0Nürnberg – Stein – Roßtal – Ammerndorf – Großhabersdorf (im Auftrag der VAG)
N15 0Nürnberg – Feucht – Burgthann – Ezelsdorf (im Auftrag der VAG)
N55 0Feucht – Altdorf – Hagenhausen (im Auftrag der VAG)
N60 0Nürnberg – Wendelstein – Kornburg (Gemeinschaftslinie, Bedienung durch DB Regio Bus Bayern GmbH)

## KOB

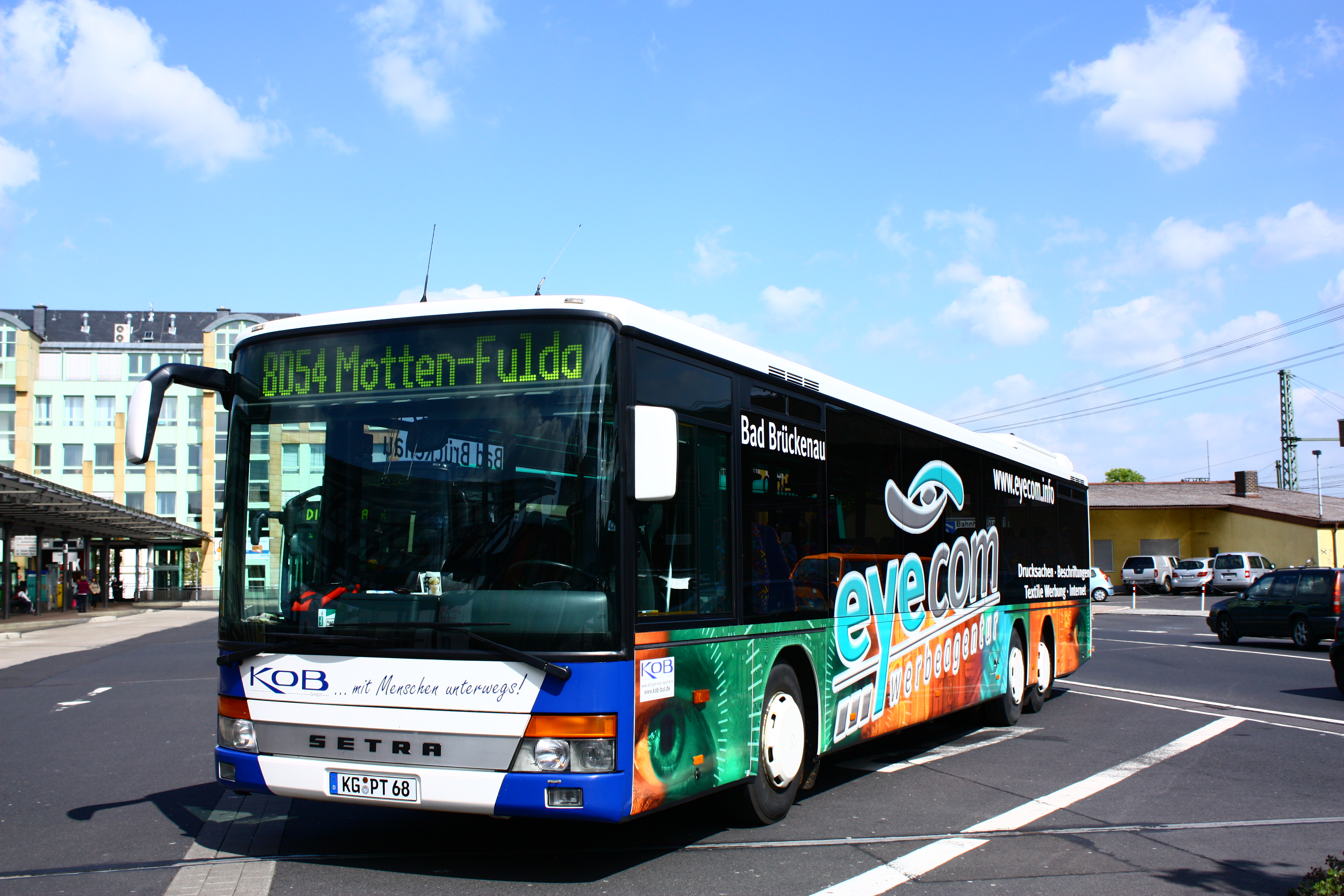
Ein Bus der Firma KOB-Bus am ZOB in Fulda

### Geschichte
- 1945: Mit zwei aus ehemaligen Wehrmachtsbeständen erworbenen Omnibussen (einem Opel Bj. 1943 und einem MAN Bj. 1941) begann nach dem Zweiten Weltkrieg aus der Not heraus der „Omnibusbetrieb“.
- 1946: wöchentlich wurden mehr als 3000 Personen befördert
- 1964: Aufgrund des Wachstums mussten die ursprünglich im Kellereischloss untergebrachten Busse in eine neue Busgarage hinter dem alten Landratsamt Hammelburg umsiedeln.
- 1972: Nach der Landkreisreform betätigte sich der Kreisomnibusbetrieb auch im Altlandkreis Bad Brückenau.
- 1979: Durch diese Expansion wurde es nötig, einen Hauptstandort mit Werkstatt und Verwaltung im zentral gelegenen Oberthulba zu schaffen. Danach wuchs der KOB kontinuierlich weiter, bis die Busgaragen in Hammelburg das Volumen nicht mehr fassten.
- 1995–1997: Im Gewerbegebiet Ziegelhütte entstand ein modernes Betriebsgelände mit Sozialräumen, Waschanlage und Abstellhalle für 15 Omnibusse.
- 1999: Im Raum Bad Brückenau errichtete der Kreisomnibusbetrieb im Gewerbegebiet Buchrasen einen modernen Betriebshof.
- 2002: Um die Möglichkeiten des Wettbewerbs intensiver auszuschöpfen, wurde die Betriebsform am 1. Januar 2002 in eine GmbH umgewandelt. Die Gesellschafter der neuen KOB GmbH sind der Landkreis Bad Kissingen und die Omnibusverkehr Franken GmbH.

### Linienverzeichnis
8054/8113 0Expresslinie ICE Bahnhof Fulda: Bad Brückenau – Bad Kissingen (Bad Bocklet)
8066 0Stadtverkehr Bad Brückenau
8054 0Bad Brückenau – Motten – Thalau – Fulda Bf
8056 0Bad Brückenau – Jossa Bf
8057 0Bad Brückenau – Wildflecken – Kreuzberg – Bad Neustadt
8058 0Bad Brückenau – Oberleichtersbach – Schondra – Schönderling
8059 0Bad Brückenau – Modlos – Roßbach
8113 0Bad Brückenau – Bad Kissingen
8141 0Hammelburg – Oberthulba – Bad Kissingen
8164 0Hammelburg – Obereschenbach – Lager Hammelburg – Gauaschach
8165 0Hammelburg – / Oberthulba – Schweinfurt – Hammelburg, Schulzentrum – Wasserlosen
8166 0Hammelburg – Völkersleier – Garitz – Bad Kissingen
8167 0Hammelburg – Euerdorf – Bad Kissingen
8141–8167: Saaletalbus und Samstagsfahrten Hammelburg

## Fuhrpark und Infrastruktur
Die Busflotte der OVF umfasst 288 eigene Fahrzeuge und 1037 Fahrzeuge von Subunternehmen sowie 6 Reisebusse.
Den größten Teil des eigenen Fuhrparks bilden 12 bis 15 Meter lange Regionalbusse der Marken MAN, Mercedes-Benz, Setra, Neoplan, Irisbus und Den Oudsten, vorwiegend in Niederflur- oder LE-Bauweise. Ergänzt wird dieser Bestand von rund einem Dutzend MAN und Mercedes-Benz Gelenkbussen sowie zwei Kleinbussen von Fiat.
159 Fahrzeuge, und damit über die Hälfte der OVF-eigenen Flotte, wurden zeitweise mit Erdgas betrieben.
Die 643 OVF-Mitarbeiter verbinden damit auf 277 Buslinien 39 Landkreise und kreisfreie Städte. Bei Gründung des Unternehmens waren es 48 eigene Busse und 155 aus dem Bestand der Deutschen Bundesbahn. Das Hauptdepot befindet sich in Nürnberg-Langwasser, Nebendepots gibt es in Coburg und Gemünden am Main.
Der neuen Corporate Identity von DB Regio Bus für Regionalbusse folgend sollten alle Busse, die nicht älter als zehn Jahre sind, bis 2010 in Verkehrsrot umlackiert sowie mit dem DB-Logo und dem neuen Markennamen „DB Frankenbus“ versehen werden. Die ersten mit dem neuen Design versehenen Fahrzeuge für den OVF wurden Ende des Jahres 2007 ausgeliefert.